# Семеновці
Семе́новці (рос. Семёновцы) — присілок у складі Афанасьєвського району Кіровської області, Росія. Входить до складу Гордінського сільського поселення.
Населення становить 28 осіб (2010, 21 у 2002).
Національний склад станом на 2002 рік — росіяни 100 %.